# Jay Alvarrez
Jay Alvarrez es un modelo, actor e influencier estadounidense. Ha trabajado como modelo para marcas como Calvin Klein, Armani y Bonds. También ha aparecido en las portadas de GQ Style Rusia y Esquire Grecia, además de haber sido destacado en la revista Inked. Es creador de contenido en video, centrado principalmente en deportes extremos y viajes. 

## Primeros años de vida
Alvarrez nació en Oahu, Hawái, el 5 de julio de 1995. Fue educado en casa por su madre hasta que ella falleció a causa de cáncer cuando él tenía 15 años.

## Carrera
Álvarez desarrolló una base de seguidores en línea después de publicar fotos y videos de él participando en deportes extremos como el paracaidismo, el surf y el skate.
Álvarez fue modelo para la campaña publicitaria de otoño de 2016 de Armani. En 2016, también comenzó a filmar escenas para la película de comedia *Deported*. Además, firmó un contrato de múltiples películas con la productora de la película, Rebel Way Entertainment. Álvarez también participó en los videos musicales de las canciones "Carry Me" de Kygo y "Hey" de Fais feat. Afrojack.
En 2017, Álvarez fue fotografiado para la campaña de otoño de Aldo. También fue la imagen de Bonds Swim durante su campaña de 2017. Además, fue fotografiado para la revista British Vogue en 2017.
Álvarez también fue modelo para la campaña de trajes de baño de CDLP en 2018. Además, colaboró con la empresa de mochilas DB Equipment (anteriormente conocida como Douchebags) para lanzar una línea de mochilas llamada "Jay Alvarrez Collection".
También se convirtió en embajador de la marca de ropa y accesorios a base de cáñamo DRIHP en junio de 2020. Álvarez apareció en la portada de la revista *GQ Style Russia* en su edición de septiembre de 2020. Además, produjo y participó en el video musical de "Use Your Love" de Sam Feldt y The Him, que se lanzó en octubre de 2020. También apareció en la portada de Esquire Greece en 2020.
Álvarez se convirtió en embajador de la línea "Breathe by Paka" de Paka Apparel en 2021.
Álvarez y sus tatuajes fueron fotografiados para *Inked* en 2022.
Otras marcas para las que Álvarez ha modelado incluyen Coca-Cola, Omega Watches y Hyundai.

## Filmografía
| Año  | Título        | Role      | Notas                                  |
| ---- | ------------- | --------- | -------------------------------------- |
| 2016 | " Carry Me"   | Ser       | Vídeo musical de Kygo                  |
| 2016 | " Hey"        | Ser       | Vídeo musical de Fais feat. Afrojack   |
| 2020 | "Usa tu amor" | Ser       | Vídeo musical de Sam Feldt and The Him |
| 2020 | Deportado     | Arrendajo | Largometraje                           |